# Westminster Kennel Club Dog Show

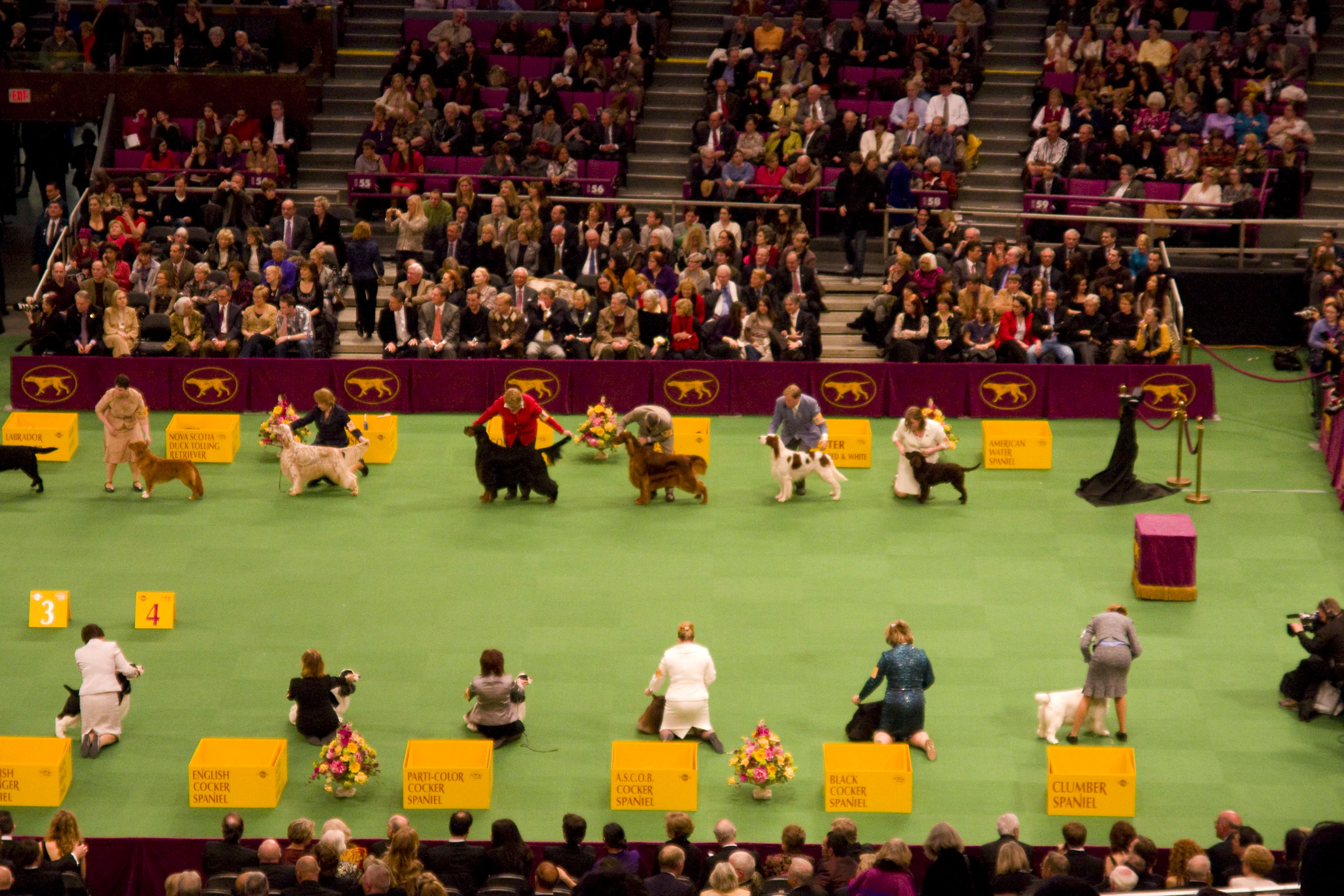
Parterre del Westminster Kennel Club Dog Show del 2010

Il Westminster Kennel Club Dog Show è una mostra canina di tutte le razze, che si tiene ogni anno nell'area metropolitana di New York.
Il Westminster Kennel Club Dog Show è uno dei pochi spettacoli di mostra in panchina negli Stati Uniti. 
I cani devono essere esposti nelle posizioni assegnate (panchine dello spettacolo) durante l'intero spettacolo, tranne quando vengono mostrati sul ring, strigliati per lo spettacolo o portati fuori per l'eliminazione. Questo tipo di presentazione permette sia agli spettatori che agli allevatori di avere l'opportunità di vedere tutti i cani iscritti. (Negli spettacoli senza banco più comuni, i cani devono essere presenti solo negli orari di ring assegnati).
L'evento era stato a lungo associato alle varie manifestazioni del Madison Square Garden di New York City. 
Nel 2021 e nel 2022, l'evento è stato rinviato a giugno rispetto alla programmazione del precedente febbraio e si è trasferito nella villa di Lyndhurst a Tarrytown, New York, a causa della pandemia di COVID-19. 
Nel 2023 l'evento si è spostato di nuovo, questa volta all'Arthur Ashe Stadium.